# Saint-Clair (Vienne)
Saint-Clair é uma comuna francesa na região administrativa da Nova Aquitânia, no departamento de Vienne. Estende-se por uma área de 10,67 km². Em 2010 a comuna tinha 206 habitantes (densidade: 19,3 hab./km²).